# Bolzhausen
Bolzhausen ist ein Gemeindeteil der Gemeinde Sonderhofen im unterfränkischen Landkreis Würzburg in Bayern.
Das Pfarrdorf liegt östlich von Sonderhofen zwischen Gelchsheim, Hopferstadt und Rittershausen. Ein kleiner Bach mit dem Namen Thierbach fließt durch Bolzhausen. Durch Den Ort führt der Fränkische Marienweg.
Der Turm der dem heiligen Andreas gewidmeten Kirche wurde im 13. Jahrhundert erbaut. 1614 wurde ein neues Gotteshaus errichtet. Das Langhaus musste 1730 wegen Baufälligkeit erneuert werden. Bereits im Jahre 1588 sind in der auch Maria im grünen Tal genannten Wallfahrtskirche die ersten Wallfahrten nachgewiesen.
Am 1. Mai 1978 wurde die bis dahin selbständige Gemeinde nach Sonderhofen eingemeindet.